# Borovicový lesík
Borovicový lesík je chráněný areál v bratislavském Starém Městě v okrese Bratislava I v Bratislavském kraji na Slovensku. Území bylo vyhlášeno v roce 1982 a jeho rozloha je 0,8 hektaru. Předmětem ochrany je dubohabrový les, který volně navazuje na Horský park.